# لاري فيتزجيرالد
لاري فيتزجيرالد (بالإنجليزية: Larry Fitzgerald)‏ (و. 1983  م) هو لاعب كرة قدم أمريكية، من الولايات المتحدة، ولد في منيابولس، مينيسوتا، يلعب كمستقبل واسع ‏.

## التعليم
تعلم في جامعة بيتسبرغ.

## وصلات خارجية
- لاري فيتزجيرالد على موقع إي إس بي إن.كوم (أن.أف.أل)3
- لاري فيتزجيرالد على موقع مرجع كرة القدم المحترفة.كوم (الإنجليزية)
- لاري فيتزجيرالد على موقع كلية كرة القدم في سبورتس رفرنس.كوم (الإنجليزية)

- لاري فيتزجيرالد على موقع IMDb (الإنجليزية)
- لاري فيتزجيرالد على موقع قاعدة بيانات الفيلم (الإنجليزية)